# کنجی تامامورا
کنجی تامامورا (انگلیسی: Kenji Tamamura؛ زادهٔ ۱۶ ژانویهٔ ۱۹۶۱) بازیکن هندبال اهل ژاپن بود.